# Scotty Cranmer
Scotty Cranmer (11 de enero de 1987) es un deportista estadounidense que compitió en ciclismo en la modalidad de BMX estilo libre. Consiguió nueve medallas en los X Games.

## Medallero internacional
| \| X Games de Verano \| X Games de Verano \| X Games de Verano \| X Games de Verano \| \| Año \| Lugar \| Medalla \| Prueba \| \| ----------------- \| ---------------------------- \| ----------------- \| ----------------- \| \| 2005 \| Los Ángeles (Estados Unidos) \| Medalla de plata \| Parque \| \| 2006 \| Los Ángeles (Estados Unidos) \| Medalla de oro \| Parque \| \| 2007 \| Los Ángeles (Estados Unidos) \| Medalla de plata \| Parque \| \| 2009 \| Los Ángeles (Estados Unidos) \| Medalla de oro \| Parque \| \| 2011 \| Los Ángeles (Estados Unidos) \| Medalla de bronce \| Parque \| \| 2012 \| Los Ángeles (Estados Unidos) \| Medalla de oro \| Parque \| \| 2013 \| Barcelona (España) \| Medalla de bronce \| Parque \| \| 2013 \| Múnich (Alemania) \| Medalla de plata \| Parque \| \| 2015 \| Austin (Estados Unidos) \| Medalla de bronce \| Parque \| |                              |                   |        |
| X Games de Verano |                              |                   |        |
| Año | Lugar                        | Medalla           | Prueba |
| 2005 | Los Ángeles (Estados Unidos) | Medalla de plata  | Parque |
| 2006 | Los Ángeles (Estados Unidos) | Medalla de oro    | Parque |
| 2007 | Los Ángeles (Estados Unidos) | Medalla de plata  | Parque |
| 2009 | Los Ángeles (Estados Unidos) | Medalla de oro    | Parque |
| 2011 | Los Ángeles (Estados Unidos) | Medalla de bronce | Parque |
| 2012 | Los Ángeles (Estados Unidos) | Medalla de oro    | Parque |
| 2013 | Barcelona (España)           | Medalla de bronce | Parque |
| 2013 | Múnich (Alemania)            | Medalla de plata  | Parque |
| 2015 | Austin (Estados Unidos)      | Medalla de bronce | Parque |